# Pegamento termofusible

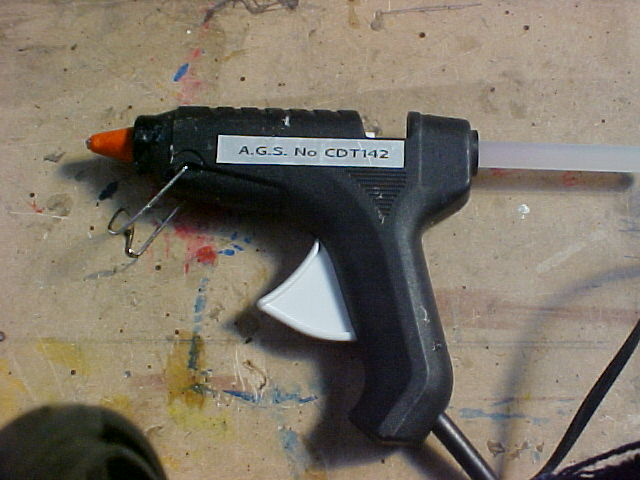
Una pistola cargada con Pegamento Termofusible

El pegamento termofusible, también conocido como pegamento en caliente, pegamento de poliéster o termocola, es un tipo de adhesivo termoplástico que se suple con barras sólidas y cilíndricas de diámetros diversos, diseñados para derretirse en la pistola caliente. La pistola utiliza resistencia eléctrica para derretir un extremo de la barra de pegamento, la cual puede ser empujada a través de la pistola por un gatillo o directamente por el usuario. El pegamento que se exprime por la boquilla es lo suficientemente caliente como para quemar y ampollar la piel. El pegamento es viscoso mientras está caliente y se endurece al enfriar, por lo que no es conveniente su uso en materiales sensibles a la temperatura ni en ambientes donde la temperatura elevada pueda causar que el pegamento pierda fuerza o se vuelva a fundir por completo. Este efecto puede reducirse usando un pegamento reactivo a la radiación ultravioleta para un proceso de curación posterior al enfriamiento.
En español son frecuentemente llamados pegamento de silicona y pistola de silicona de manera errónea, tal vez porque la apariencia del pegamento frío puede recordar a un sellador de silicona. Incluso algunos empaques y catálogos en español de pistolas y barras de pegamento termofusible suelen utilizar la palabra silicona, contribuyendo aún más a la difusión de ambos errores.  Algunas aplicaciones industriales pueden contener goma de silicona como aditivo, pero en ningún caso es la base del pegamento.

## Barras de Pegamento
Las barras de pegamento son manufacturadas en varios diámetros para pistolas de pegamento diferentes. El tamaño más usado tiene un diámetro de 11 milímetros (0,43 pulgadas). Las barras están disponibles en varias longitudes de casi 10 centímetros (3.9 pulgadas) en adelante; aun así, las pistolas funcionan con barras de cualquier longitud. Las barras más delgadas de 7 mm (0.28 pulgadas) son comunes en la elaboración de manualidades. Algunas barras de doble uso se derriten con bajas temperaturas pero pueden usarse en altas temperaturas sin degradación.
Para el uso doméstico están disponibles pocas clases de barras y a veces son intercambiables. Para uso industrial muchas clases de barras están disponibles para propósitos especiales, siendo los diámetros más comunes 12 mm (0.47 pulgadas), 15 mm (0.59 pulgadas) y 45 mm (1.8 pulgadas). Las barras tienen diferentes tiempos de apertura (el tiempo de trabajo para adherir), variando desde un segundo o dos hasta varios minutos.
Un material común para las barras de pegamento (Ej. El Thermogrip coloreado ambarino claro GS51, GS52 y GS53) es el copolímero del acetato del etileno-vinilo. El contenido del monómero del acetato del vinilo es entre 18 y 29 por ciento el peso del polímero. Usualmente están presentes varios aditivos como por ejemplo, resina y cera. Otras materias primas pueden basarse en el polietileno, polipropileno, poliamida, o poliéster, o en los diversos copolímeros.

## Especificaciones y uso de la pistola de pegamento
Las pistolas de pegamento vienen en versiones de baja y alta temperatura y se usan dependiendo del tipo de barras de pegamento a usar. Las barras de baja temperatura se calientan hasta 120 °C (248 °F), y son apropiadas para manualidades con tela, madera y plásticos, por ejemplo, mientras que las barras de alta temperatura requieren temperaturas alrededor de 195 °C (383 °F) y resultan en una adhesión más fuerte. Las pistolas duales tienen un conmutador que permite usar ambos tipos de barras.
Las características de viscosidad y dureza del pegamento termofusible evitan que se puedan lograr uniones con una capa ligera como la que sería fácilmente posible con otros adhesivos. Por ejemplo, una junta de madera hecha correctamente con pegamento de acetato de polivinilo, (conocido también como pegamento blanco o de carpintería) sería visible únicamente por la diferencia de la veta en la línea de costura, mientras que usando pegamento termofusible la unión sería claramente visible y afectaría las dimensiones totales. 
En materiales termoconductores como el metal, las uniones deben hacerse rápidamente para evitar que se enfríe y endurezca fuera de lugar, mientras que en materiales termoaislantes como la madera, es necesario esperar más tiempo para que se enfríe y se logre una unión resistente. En materiales aún más aislantes como la hoja de espuma, el pegamento termofusible puede permanecer caliente por mucho tiempo haciendo su uso difícil o incluso inadecuado.
En el caso de manualidades, los niños solo deben usar este tipo de pegamento bajo la supervisión constante de un adulto. Una reacción común ante un derrame es el de corregir con los dedos, resultando en muchos casos en quemaduras de la piel. Adicionalmente, aún las pistolas más pequeñas pueden causar quemaduras si se le toma por la punta metálica.

## Algunas aplicaciones
El pegamento caliente se usa para:
- La construcción de pañales y algunas prendas desechables, donde se utiliza para adherir el material no tejido a otras piezas y elásticos.

- Para construir y cerrar cajas de cartón y cartón corrugado.

- Manualidades hechas en casa.

- Ensamble de partes en la manufactura de algunos productos.

- Pegar puntas de flecha, permitiendo posteriormente el retiro de la misma (Ej. La recuperación de la punta de un eje roto) con el calor de una pequeña llama.

- El ensamblaje y la reparación de modelos de aviones elaborados con hoja de espuma o madera balsa.

- Almohadillas de pegamento para sonar las claves de instrumentos musicales de viento como el saxofón, el clarinete y la flauta.

- Protección contra vibraciones en componentes electrónicos pequeños.